# Zodion hispanicum
Zodion hispanicum is een vliegensoort uit de familie van de blaaskopvliegen (Conopidae). De wetenschappelijke naam van de soort is voor het eerst geldig gepubliceerd in 2014 door Stuke.